# Stefano Mei
Stefano Mei (Italia, 3 de febrero de 1963) es un atleta italiano retirado especializado en la prueba de 10000 m, en la que ha conseguido ser medallista de bronce europeo en 1990.

## Carrera deportiva
En el Campeonato Europeo de Atletismo de 1990 ganó la medalla de bronce en los 10000 metros, corriéndolos en un tiempo de 28:04.46 segundos, llegando a meta tras su compatriota Salvatore Antibo y el noruego Are Nakkim (plata).